# Campionato panellenico di pallacanestro 1954-1955
Il campionato panellenico 1954-1955 è stata la 16ª edizione del massimo campionato greco di pallacanestro maschile. La vittoria finale è stata ad appannaggio del Panellīnios.

## Risultati

### Stagione regolare
|    | Squadra                | G | V | P | PF  | PS  | Pt. |
| -- | ---------------------- | - | - | - | --- | --- | --- |
| 1. | Panellīnios            | 5 | 5 | 0 | 471 | 318 | 15  |
| 2. | AEK Atene              | 5 | 4 | 1 | 314 | 270 | 13  |
| 3. | Olympiakos             | 5 | 3 | 2 | 346 | 290 | 11  |
| 4. | Panathīnaïkos          | 5 | 2 | 3 | 359 | 323 | 9   |
| 5. | Skagiopoúleio Pátrasso | 5 | 1 | 4 | 251 | 325 | 7   |
| 6. | AE Chalkídas           | 5 | 0 | 5 | 208 | 423 | 5   |

| Campionato panellenico 1954-1955 |
| -------------------------------- |
| Panellīnios 5º titolo            |

## Formazione vincitrice
| N° | Naz.              | Ruolo | Sportivo             |  | Alt. |  |
| -- | ----------------- | ----- | -------------------- |  | ---- |  |
|    | Grecia (bandiera) | A     | Panagiōtīs Manias    |  | 190  |  |
|    | Grecia (bandiera) |       | Mimīs Stefanidīs     |  | 183  |  |
|    | Grecia (bandiera) |       | Kōstas Papadīmas     |  | 175  |  |
|    | Grecia (bandiera) | C     | Themīs Cholevas      |  | 188  |  |
|    | Grecia (bandiera) | P     | Aristeidīs Roumpanīs |  |      |  |
|    | Grecia (bandiera) | All.  | Nikos Nīsiōtīs       |  |      |  |